# Andoki íbisz
Az andoki íbisz (Theristicus branickii) a madarak (Aves) osztályának a gödényalakúak (Pelecaniformes) rendjébe, ezen belül az íbiszfélék (Threskiornithidae) családjába és az íbiszformák (Threskiornithinae) alcsaládjába tartozó faj vagy alfaj.

## Rendszertani besorolása
Korábban a feketearcú íbiszt (Theristicus melanopis) a szerrádó íbisz (Theristicus caudatus) alfajaként tartották számon, azonban manapság a legtöbb rendszerező egyetért abban, hogy e két madár két külön fajt alkot. Továbbá az újonnan elfogadott madárfaj andoki alfaját, a szóban forgó andoki íbiszt (Theristicus branickii) is, egyes kutatók önálló fajnak tekintik, viszont ezt, az ornitológusok többsége elveti és Theristicus melanopis branickii néven még mindig a feketearcú íbisz alfajának vélik.

## Előfordulása
Dél-Amerikában, Argentína, Bolívia, Chile, Peru és Ecuador területén honos.

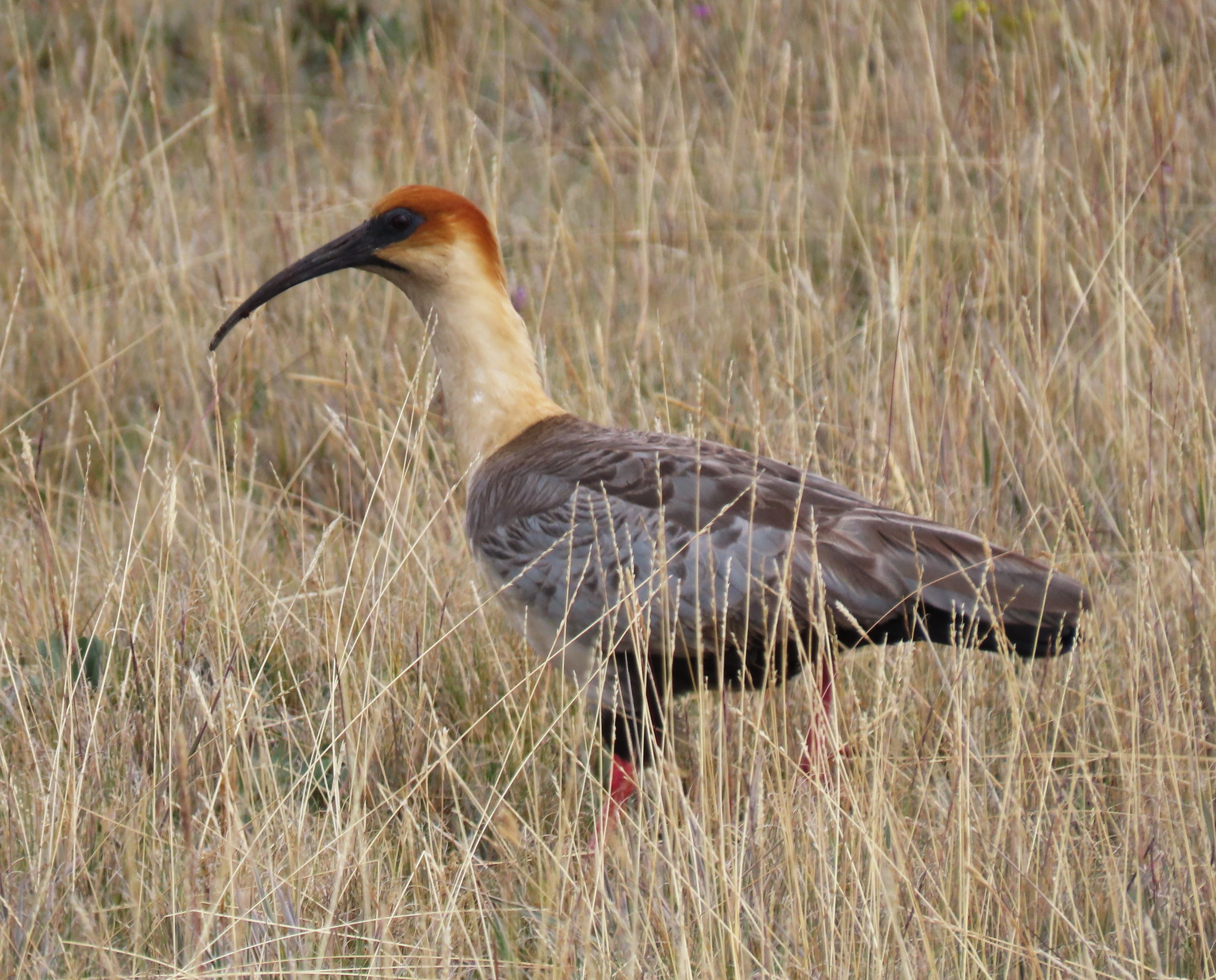
Egy példány Ecuadorban